# 东方主战场
《东方主战场》（英語：The Oriental Battlefield）是中国中央电视台于2015年推出的一部纪录片，也是纪念中国人民抗日战争暨世界反法西斯战争胜利70周年的献礼作品。该纪录片于2014年初开始进行学术脚本创作，2015年1月29日，摄制组成立，5月17日，摄制组开始进行拍摄工作，至6月20日结束。8月25日，《东方主战场》在中国中央电视台综合频道首播。纪录片以文献、影视等形式講述中国抗日战争时期的历史。

## 制作
该纪录片于2014年初开始，由中国人民解放军军事科学院学术撰稿组进行学术脚本创作。这一学术脚本旨在以全球视野审视与探讨中国抗日战争与世界反法西斯战争的关系。據稱，脚本自2014年11月完成后，经过各領域學者近10轮修改论证。同時电视脚本开始创作，其後亦得到反覆修改。总导演闫东透露，该纪录片最初拍摄10集，后精减至8集，使得作品更加紧凑扎实。他还将纪录片的片名确定为《东方主战场》，其命名的目的是为了让全球观众清晰了解在当时大背景之下的抗日战争。
2015年1月29日，《东方主战场》摄制组成立。5月15日，首支外拍摄制组正式出发；5月17日，摄制组开始进行拍摄工作。此次纪录片的拍摄工作非常巨大，其中中国中央电视台科教频道《走近科学》、《探索·发现》等8个栏目中抽调了8位资深制片主任，分派到《东方主战场》的8个外拍摄制组；中央电视台军事节目中心、江苏省广播电视总台、陕西广播电视台也抽调了相关人员，进入摄制团队的编导组、摄像组。此次外拍摄制组派出了6个地面组、1个航拍组、1个应急采访组，在中国大陆19个省市进行集中拍摄。由于拍摄任务重，加上南方地区雨季即将到来，因此所有外拍摄制组必须在6月20日之前结束主体拍摄工作。摄制组主要前往拍摄的地点有高邮、芷江、重庆理工大学等抗战主要遗迹点。另外，为了呈现更好的视觉效果，中央電視臺还组成了近百人的三维动画制作团队，并由伦敦交响乐团90位优秀乐手为《东方主战场》演奏主题音乐。

## 播出
2015年8月25日，《东方主战场》在中国中央电视台综合频道黄金时段（20:05）首播。在此之后，该纪录片亦在中国中央电视台科教频道、中国中央电视台纪录频道、中国中央电视台新闻频道、中国中央电视台中文国际频道、中国中央电视台财经频道及5个外语频道播出。
此外，该纪录片还在中国大陆各大卫视频道及地方电视地面频道（例如陕西卫视、东方卫视等）播出。

## 内容与分集
| 集数 | 分集标题 | 主要内容                                                                             |
| ---- | -------- | ------------------------------------------------------------------------------------ |
| 1    | 东方危急 | 日本法西斯侵略野心的由来，德意日法西斯的勾结，轴心国的最终产生，九一八事变的前因后果 |
| 2    | 共赴国难 | 七七事变，反法西斯战争东方主战场的开辟                                               |
| 3    | 浴血坚持 | 中国人民团结抗战，国共合作                                                           |
| 4    | 艰苦卓绝 | 中国共产党领导军队参与抗战的历史事件                                                 |
| 5    | 同盟抗敌 | 同盟国国家间的军事合作，中国军队海外作战                                             |
| 6    | 民族血脉 | 抗战期间的文艺作品以及作品背后的故事                                                 |
| 7    | 大地坚韧 | 中国各民族共同抗战                                                                   |
| 8    | 正义必胜 | 取得抗日战争胜利，战后审判，联合国成立等                                             |

## 评价
根据央视新闻网的报道，中国大陆的观众对此片给予了高度评价，认为该片“真实反映了中国人民为世界和平所作出的巨大贡献”，并表示“在观看了该片以后更加全面深刻地了解了中国人民的抗战历史”。
另据北京新浪网称，该片播出后，受到諸多旅日媒體人的關注，并深受好评。《中文導報》社長兼總編輯楊文凱認為，在中國人民抗日戰爭暨世界反法西斯戰爭勝利70周年紀念之際，這部大型紀錄片的問世播出，重溫了中國在世界反法西斯戰爭中的重要貢獻，也向世界發出了戰勝國中國的聲音和主張，更使得包括海外僑胞在內的中華兒女的歷史榮譽感和愛國主義激情空前高漲；《日本新華僑報》總編輯蔣豐表示，这部纪录片正面反映了長期被忽略一個重大的歷史事實；而CCTV大富副社長兼總編輯張煥琦表示，《東方主戰場》是一部頗具水準的大製作。
另外，根据中国新闻网报道，加拿大的一些华侨华人在观看了该部纪录片后，表示该片是“一部集史实性和艺术性为一体的生动教科书”，并指出，加拿大是首个将亚洲二战史列入中学必修课的西方国家，如果《东方主战场》能够翻译成英文，将会是一部具有国际视野和水准的一部优秀的历史教科片。而泰国华侨华人表示，该片将海内外华人的关注点结合起来。

## 相关产品
该片配有4碟装DVD，ISBN为978-7-8801-3996-9；另外，该片的同名解说书籍由新世界出版社出版，并以中文、英文、日文、法文、西文、俄文、阿文等七个语种出版。